# Saison 14 de Camping Paradis
Chronologie
Saison 13 Saison 15
Cet article présente les épisodes de la quatorzième saison de la série télévisée Camping Paradis.

## Distribution

### Acteurs principaux
- Laurent Ournac : Tom Delormes, le propriétaire du camping
- Patrick Guérineau : Xavier Proteau, le barman et le responsable des sports
- Thierry Heckendorn : André Durieux, le régisseur (sauf épisode 3)
- Candiie : Audrey Dukor, la responsable d'accueil et de la supérette

### Acteurs secondaires
- Patrick Paroux : Christian Parizot, le vacancier grincheux
- Juliette Chêne : Stéphanie, infirmière en ville et petite-amie de Tom (sauf épisode 3)

## Liste des épisodes

### Épisode 1:Hip-Hop au camping[2]
- Belgique : 11 décembre 2022 sur RTL TVI
- Suisse : 16 juin 2023 sur RTS Un
- France : 3 juillet 2023 sur TF1

- France : 4,49 millions de téléspectateurs, soit 27 % (première diffusion)[3]

- Fabienne Carat : Carole
- Ariane Séguillon : Odile
- Chloé Stefani : Diane
- Renaud Leymans : Antoine
- Silas Barry-Schmitt : Nathan
- Meggan Le Coq : Chloé
- Louis Donadio : Sam
- Ryan Daoudi : Jérémy
- Mélodie Gollé : Selma

- Le tournage a eu lieu du 23 mai au 16 juin 2022.
- La fille de Tom et Stéphanie se prénomme Léa.

### Épisode 2:Voyance au paradis[4]
- Belgique : 15 janvier 2023 sur RTL TVI
- Suisse : 20 décembre 2022 sur RTS Un
- France : 10 juillet 2023 sur TF1

- France : 4,42 millions de téléspectateurs, soit 26,6 % (première diffusion)[5]

- Laurent Gamelon : Jacques
- Alexandra Mercouroff : Annie
- Camille Verschuere : Alice
- Martin Barlan : Antoine
- Romane Libert : Clara
- Marc Dujarric : Alex
- Denis Maréchal : Dominik le Mage
- Stéphanie Paréja : Isabelle
- Manu Joucla : Marc
- Margaux Van Den Plas : Sophie

### Épisode 3:Les Bleus à la Réunion[6]
- Belgique : 5 mars 2023 sur RTL TVI
- Suisse : 28 avril 2023 sur RTS Un
- France : 17 juillet 2023 sur TF1

- France : 4,34 millions de téléspectateurs, soit 26,1 % (première diffusion)[7]

- Rebecca Hampton : Delphine Rivière
- Quentin Thébault : Max
- Léa Swan : Victoire
- Maximilien Fussen : Jeff
- Thomas Velia : Raff
- Yoanna Atchama : Lucie
- Guillaume Boutellier : Employé hôtel
- Mathieu Boyer : Lyam
- Marly Marka : Jules
- Alex Gador : Achille

- Le tournage a eu lieu du 26 septembre au 20 octobre 2022[10],[11].
- Il n'y a pas de traditionnel générique mais une introduction semblable à l'épisode Les bleus font du ski.
- Thierry Heckendorn (André) et Juliette Chêne (Stéphanie) sont absents de cet épisode. André devant garder ses petits enfants, Stéphanie à cause du travail.

### Épisode 4:Un Boys Band au Paradis[12]
- Belgique : 23 juillet 2023 sur RTL TVI
- Suisse : 21 juillet 2023 sur RTS Deux
- France : 24 juillet 2023 sur TF1

- France : 4,39 millions de téléspectateurs, soit 25,8 % (première diffusion)[13]

- Anthony Dupray : Pat
- Frank Delay : Vince
- Thorian de Decker : Rim
- Artemisia Toussaint : Lili
- Yoann Denaive : Antoine
- Katia Miran : Aline
- Julien Alluguette : Ilan
- Yris Jacqmin : Ambre
- Christophe Sartirano : Bertrand

- Le tournage de cet épisode a commencé le 11 avril 2023.

### Épisode 5:Magie du Paradis[14]
- Belgique : 20 août 2023 sur RTL TVI
- Suisse : 18 août 2023 sur RTS Un
- France : 21 août 2023 sur TF1

- France : 3,61 millions de téléspectateurs, soit 18,8 % (première diffusion)[15]

- Gus : Alexandre
- Alice Raucoules : Juliette
- Caroline Marcos : Héloïse
- Roméo Mariani : Thomas
- Nadia Zeddam : Amandine
- Jérémy Ichou : Kévin
- Pascal Légitimus : Jean-Pierre

- Le tournage de cet épisode se déroule du 9 mai au 2 juin 2023.

### Épisode 6:Deux cheffes au Paradis
- Belgique : 7 janvier 2024 sur RTL TVI
- Suisse :
- France : 15 juillet 2024 sur TF1

- France : 4,31 millions de téléspectateurs, soit 25,4 % (première diffusion)[16]

- Mitchell Jean : Julien
- Audrey Looten : Aurélie
- Joy Esther : Carine
- Héloïse Martin : Sybille
- Lola Klodawski : Adèle
- Yann Sundberg : Antoine
- Grégoire Paturel : Eliott
- Romaric de la Simone : Noé
- Ruwan Aerts : Réunionnais